# Avarsko-slavenska kultura
Avarsko-slavenska kultura je srednjovjekovna kultura raširena uglavnom u Panoniji od druge polovice VI. do početka IX. st. 
Među istraživačima su postojale dvojbe: treba li tu kulturu vezati etnički uz Avare (Obre) ili je to kultura avarskoga doba. 
Osim Avara u njezinu su nastanku imali udjela Kutriguri, Slaveni i druge etničke skupine koje su živjele na tom prostoru. Unutar te kulture razlikuju se dva arheološka horizonta: stariji, od oko 568. do oko 650., i mlađi, nakon 670. do oko 800., što se povijesno podudara s razdobljem prvoga i drugog avarskoga kaganata. 
Arheološki nalazi utvrđeni su, osim u Panoniji, također u Austriji, Bugarskoj, u unutrašnjosti Hrvatske (Biskupija kraj Knina, Smrdelj kraj Skradina), u Moravskoj, Slovačkoj, ali ostaje dvojbeno je li sve to bio avarski životni i politički prostor, ili pak ti nalazi potječu od manjih skupina koje su se ondje našle, a dio nalaza mogao je dospjeti i trgovačkim ili drugim odnosima. 
U grobnim prilozima nedostaju bizantski zlatnici. Česti su ukopi pokojnika zajedno s konjem, po nomadskom običaju. U većem broju grobova pronađeno je oružje (luk, tobolac sa strelicama, mač, bojna sjekira) te gotovo redovito nož i kresivo. 
U ženskim grobovima pronađen je nakit od plemenitih kovina i bisera, a u muškima još okovi, kopče i jezičci na remenju. 
Nalazi starijeg i mlađeg horizonta, tj. nekropole i pojedinačni grobovi, utvrđeni su također u Bačkoj, Banatu, Hrvatskoj, posebice u međurječju Dunav–Sava–Drava. 
Nakon sloma avarske vlasti krajem VIII. st., na arheološkim nalazima prvih desetljeća IX. st., u avarsko-slavenskoj kulturi počinju prevladavati slavenska obilježja (nekropole u Brodskom Drenovcu, Otoku).